# 차사 (국가)
차사(車師) 또는 구쉬(姑師)는 고대 중앙아시아 동부, 서역에 있었던 여러 나라 중 하나이다. 수도는 교하(현재의 신장 투루판 서북쪽)였다.

## 개요
차사는 동남쪽으로 둔황(敦煌)과 통하였고, 남쪽으로는 누란(楼兰), 선선(鄯善)과 통하며, 서쪽으로는 카라샤르(焉耆), 서북쪽으로는 오손(烏孫), 동북쪽으로는 흉노와 통하였고, 실크로드 상의 중요한 상업적 위치를 차지하였다. 차사국 사람들은 인도유럽어족의 토하라어를 말하였다. 고대 차사 민족에 대한 완전한 연구는 끝나지 않았지만, 두개골로 보아 코카서스와 몽골계의 사람의 특징을 지닌다.

## 역사
한나라 무제 (기원전 141-87년)때 군대를 보내 서역을 정벌하면서, 서역의 동쪽에 있는 차사도 한나라의 압력을 받게 되자 흉노와 연합하여 그 이목이 되어 한나라 사신을 공격하였다. 기원 전 89년 정화(征和) 4년, 한나라는 누란 등의 나라와 연합하여 교하를 공격하자, 차사는 항복을 한다. 한나라 선제 (기원전 74-49) 때 시랑 정길을 파견하여, 차사의 국경 내 거리(渠犁)에 군사를 주둔하고 둔전을 시행한다. 기원전 62년 원강 4년 흉노가 두막(兜莫)을 왕으로 삼고, 일부를 데리고 보그다산 북쪽으로 옮겨와 보그다산 주변에서 나라를 세운다. 이 때문에 차사는 ‘차사전국’과 ‘차사후국’으로 양분된다.

## 같이 보기
- 누란
- 유연